# 東上高志
東上 高志（とうじょう たかし、1930年1月27日 - ）は日本の教育学者。部落問題研究所常務理事。どの子も伸びる研究会代表幹事。同和教育や部落問題を専門としている。
京都府竹野郡網野町（現・京丹後市）生まれ。1949年、京都師範学校卒業。中学校と小学校でそれぞれ2年間の教員生活を送る。
1953年、部落問題研究所に入る。助手などを経て、1962年に常務理事となる。この間、1958年に立命館大学文学研究科日本史専攻修士課程修了。在学中に、日本共産党に入党した。
のち滋賀大学教育学部に移る。1964年に著書『同和教育入門』で毎日出版文化賞受賞。
1966年に部落問題研究所と解放同盟京都府連との間で勃発した文化厚生会館事件では、井上清、藤谷俊雄ら共産党系理事とともに、府連との対決路線を主導した。このころ『部落』1966年4月号に発表した「ルポ東北の部落」が部落解放同盟朝田派により差別記事とみなされ、『解放新聞』で「差別者東上高志」と弾劾されるとともに、当時の勤務先であった立命館大学に「差別者東上」の罷免を要求された。後難を恐れた『部落』編集部は、2年間にわたり東上に執筆させなかった。部落解放同盟朝田派や新左翼によって講演や講義を妨害されたこともある。
1983年に滋賀大学教育学部教授となる。1995年に定年退官。
全20巻の『東上高志同和教育著作集』（1992年、あざみの書房）が刊行されている。

## 著書
- 『教育への抗議』潮文社　1957
- 『差別 部落問題の手びき』1959　三一新書
- 『同和教育論』新評論　1960　現代教育論叢書
- 『差別はごめんだ』明治図書出版　1963
- 『同和教育の歴史』汐文社　1963
- 『部落解放の教育』汐文社　1963
- 『同和教育入門 国民のための部落問題』汐文社　1964
- 『同和教育の全体像』汐文社　1969
- 『やさしい部落問題』部落問題研究所　1970
- 『部落差別と学習運動』部落問題研究所出版部　1973　同和教育叢書
- 『社会同和教育の考え方進め方』部落問題研究所出版部　1975　同和教育シリーズ
- 『小学校の部落問題学習』部落問題研究所出版部　1976　同和教育叢書
- 『みんなの部落問題』部落問題研究所出版部　1976
- 『いまこそ同和教育を』部落問題研究所出版部　1977
- 『テキスト親と子の部落問題学習』部落問題研究所出版部　1977
- 『未解放部落 小さな部落の大きな歩み』部落問題研究所出版部　1978
- 『働くものの同和問題 同和教育テキスト』部落問題研究所出版部　1981
- 『これからの同和教育』部落問題研究所出版部　1982　同和教育の実践
- 『人物でつづる戦後同和教育の歴史』部落問題研究所出版部　1982
- 『戦後同和教育史』青木書店　1982
- 『東上高志同和教育著作集』全15巻 あゆみ出版・あざみの書房　1984-87
- 『人間権の教育』あゆみ出版　1984　あゆみ教育学叢書
- 『部落 写真記録』藤川清写真 柏書房　1984
- 『部落問題の授業』あゆみ出版　1984　あゆみブックレット
- 『岐路に立つ同和教育』部落問題研究所出版部　1985
- 『やさしい学校同和教育』部落問題研究所　1985
- 『やさしい企業内同和研修』部落問題研究所　1985
- 『同和啓発の考え方進め方』部落問題研究所　1986
- 『いま同和教育を考える』あずみの書房　1987
- 『同和教育はいま』部落問題研究所　1987
- 『移行期の部落問題と教育』部落問題研究所出版部　1988
- 『啓発活動はいま』部落問題研究所　1988
- 『移行期の部落を行く』未来社　1989
- 『部落問題解決への見取図 1　大津からのレポート』部落問題研究所　1989
- 『「法」以後の同和教育を考える』部落問題研究所　1989
- 『ちょっとまて部落問題・同和教育』部落問題研究所　1992
- 『東上高志同和教育著作集』全26巻　部落問題研究所　1993
- 『どうなるどうする同和教育』部落問題研究所　1993
- 『人権の教育としての同和教育』部落問題研究所　1994
- 『「同和啓発」を考える』1994　部落研ブックレット
- 『同和教育の終結と新しい展開』1995　部落研ブックレット
- 『部落問題学習・啓発の終結を』1997　部落研ブックレット
- 『現在、部落問題とは 部落問題研究所50年の歴史』部落問題研究所　1998
- 『川端分館の頃 激動期の部落問題と私』部落問題研究所　2004
- 『教師の仕事の「基礎・基本」』たかの書房 2005

### 共編著
- 『教育革命』編　部落問題研究所出版部　1962　同和教育シリーズ
- 『社会教育の手引』編　汐文社　1963
- 『図説部落問題』第1-2 編　汐文社　1965
- 『わたしゃそれでも生きてきた 部落からの告発』編　部落問題研究所出版部　1965　同和教育シリーズ
- 『人権・差別・部落』小倉襄二共編　全国社会福祉協議会　1973　全社協選書
- 『部落問題学習の資料と手引』編　部落問題研究所出版部　1980
- 『どの子も伸びる家庭塾』岸本裕史共編著　部落問題研究所　1989
- 『「部落問題学習」の考え方・すすめ方 小・中・高でどうとりくむか』編著　部落問題研究所　1993
- 『反省!部落問題学習』水谷孝信共著　部落問題研究所　1995
- 『同和教育の終わり』編著　部落問題研究所　1996
- 『「部落の終わり」がはじまる 「夜明け」を実現した町から』編著　部落問題研究所　1998
- 『校長の死と「日の丸・君が代」 「解放教育」の一掃のために』編著　部落問題研究所　1999